# Dáma ve zlatém
Dáma ve zlatém (v anglickém originále Woman in Gold) je životopisné drama z roku 2015, které vzniklo v koprodukci Spojených států amerických, Spojeného království, Německa a Rakouska. Film režíroval Simon Curtis a scénář k němu napsal Alexi Kaye Campbell. V hlavních rolích se objevili Helen Mirren, Ryan Reynolds, Daniel Brühl, Katie Holmes, Tatiana Maslany, Max Irons, Charles Dance, Elizabeth McGovern a Jonathan Pryce.
Film byl promítán na 59. ročníku Berlinale a měl premiéru ve Spojeném království 1. dubna 2015, ve Spojených státech amerických 10. dubna 2015 a v České republice 26. června 2015.

## Příběh
Film vypráví skutečný, i když v detailech upravený příběh židovky Marie Altmannové, která během druhé světové války uprchla do Spojených států amerických. Maria společně se svým právním zástupcem Randym Schoenbergem téměř desetiletí bojovala s rakouskou vládou, aby získala slavný obraz Gustava Klimta Portrét Adele Bloch-Bauer I, který ukradli nacisté jejím příbuzným. Altmannová svou právní bitvu dovedla až před Nejvyšší soud Spojených států amerických, což vedlo k případu Rakouská republika vs. Altmannová.

## Obsazení
| Helen Mirren       | Maria Altmann                                                                |
| Ryan Reynolds      | Randol „Randy“ Schoenberg                                                    |
| Daniel Brühl       | Hubertus Czernin                                                             |
| Katie Holmes       | Pam Schoenberg, Randolova manželka                                           |
| Tatiana Maslany    | Maria Altmann v mladém věku                                                  |
| Max Irons          | Fredrick „Fritz“ Altmann, Mariin manžel                                      |
| Charles Dance      | Sherman                                                                      |
| Elizabeth McGovern | soudkyně Florence-Marie Cooper                                               |
| Jonathan Pryce     | William Rehnquist, hlavní soudce Nejvyššího soudu Spojených států amerických |
| Moritz Bleibtreu   | Gustav Klimt                                                                 |
| Anthe Traue        | Adele Bloch-Bauer                                                            |
| Frances Fisher     | Randolova matka                                                              |
| Tom Schilling      | Heinrich                                                                     |

## Vznik filmu

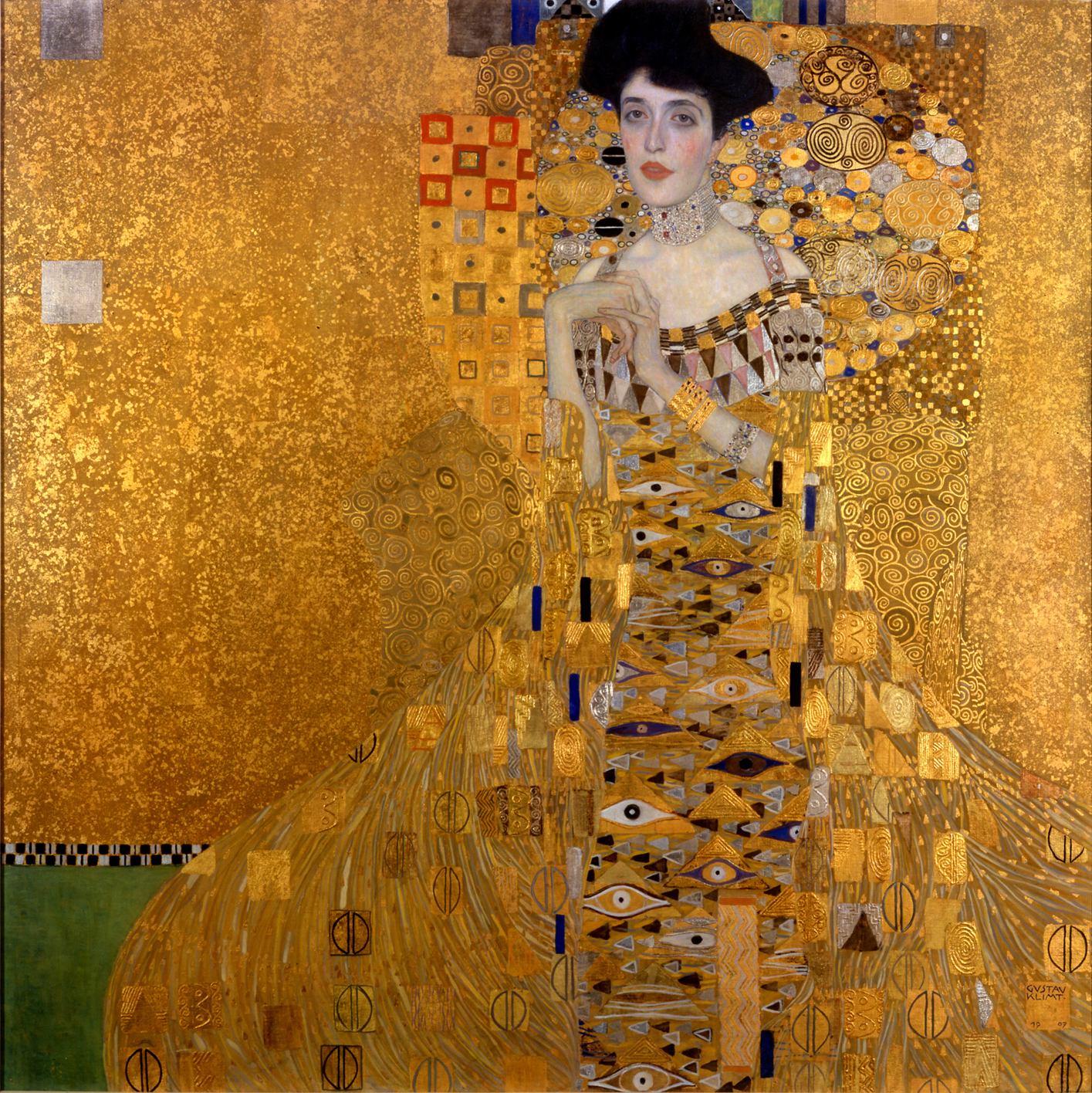
Portrét Adele Bloch-Bauer I.

Tatiana Maslany byla obsazena do hlavní role pro retrospektivní záběry z druhé světové války, jako mladší verze postavy, kterou hrála Helen Mirren. 
Kopii známého obrazu Portrét Adele Bloch-Bauer I vytvořil malíř Steve Mitchell, kterému práce trvala pět týdnů. Kromě toho vytvořil částečně dokončenou verzi obrazu a částečnou verzi pro close-up.

### Natáčení
Hlavní natáčení začalo 23. května 2014, trvalo osm týdnů a probíhalo na území Spojeného království, Rakouska a Spojených států. Scény z vídeňského letiště se natáčely v Anglii na letišti Shoreham v Západním Sussexu.